# Experimento crucial
En ciencias, un experimento crucial o experimento crítico (del latín, experimentum crucis) es un experimento capaz de determinar de forma contundente si una hipótesis o una teoría particular es superior a todas las demás hipótesis o teorías cuya aceptación está extendida en la comunidad científica.
En particular, tal experimento debe ser capaz de producir un resultado que excluya todas las otras hipótesis o teorías si es cierto, lo que demuestra que en las condiciones del experimento (por ejemplo, bajo las mismas circunstancias externas y para las mismas variables de entrada en el experimento), esas hipótesis y teorías se han demostrado falsas, pero la hipótesis del experimentador no es descartada.

## Origen del término
Francis Bacon en su obra Novum organum, fue el primero en describir el concepto de una situación en la que una teoría, pero no otras se mantiene verdadera, con el nombre de instantia crucis; el término experimentum crucis, que denota la creación deliberada de tal situación con el propósito de probar teorías rivales, fue acuñado más tarde por Robert Hooke y utilizada por Isaac Newton. La producción de este tipo de experimento se considera necesaria para que una hipótesis particular o una teoría sean considerada una parte comprobada del cuerpo del conocimiento científico.

## Ejemplos

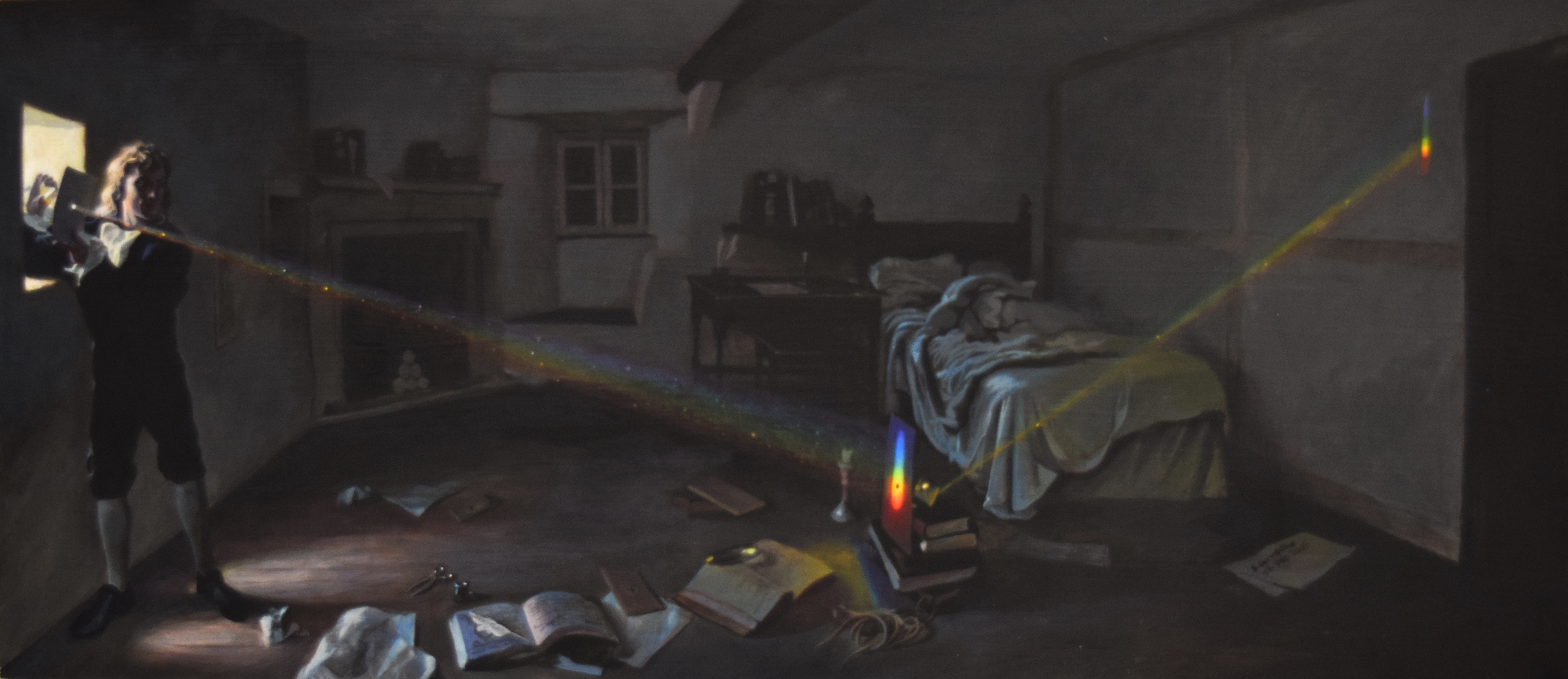
Isaac Newton realiza su crucial experimento con un prisma (experimentum crucis) en su dormitorio de Woolsthorpe Manor. Pintura acrílica de Sascha Grushe (2015).

En el siglo XVI Galileo Galilei vence dos milenios de dominio aristótelico al anunciar la ley de la caída de los cuerpos, según la cual esferas soltadas a la misma altura —en el vacío (en ausencia de aire)— llegan al suelo al mismo tiempo, independiente de su masa. Antes de someter los modelos a prueba era imposible saber cuál era el correcto, después de todo los objetos pesados eran más difíciles de levantar y, quizás, debido a esto tenían mayor ímpetu por caer primero. Hecho el experimento, la experiencia contradijo rotundamente que los cuerpos más pesados cayesen más rápido que los livianos.
Isaac Newton (1687) presentó una refutación de la teoría de los vórtices de Descartes del movimiento de los planetas.
Un ejemplo famoso en el siglo XX de un experimentum crucis fue la expedición dirigida por Arthur Eddington a la isla de Príncipe en África en 1919 para registrar las posiciones de las estrellas alrededor del Sol durante un eclipse solar. La observación de las posiciones de las estrellas confirmaron las predicciones de la lente gravitacional formulada por Albert Einstein en la teoría general de la relatividad publicada en 1915. Las observaciones de Eddington fueron consideradas como la primera evidencia sólida a favor de la teoría de Einstein.
En algunos casos, una teoría propuesta puede tener en cuenta resultados anómalos experimentales para los cuales ninguna teoría existente puede proporcionar otra explicación. Un ejemplo sería la capacidad de la hipótesis cuántica, propuesta por Max Planck en el año 1900, para dar cuenta del cuerpo negro del espectro observado, un resultado experimental que la Ley de Rayleigh-Jeans de la física clásica no podía predecir. Sin embargo estos casos no se consideran lo suficientemente fuertes para establecer plenamente una nueva teoría, y para el caso de la mecánica cuántica, necesitó de confirmación a través de nuevas predicciones de la teoría para lograr aceptación total.

## Crítica
La tesis de Duhem-Quine pone en duda el valor decisivo del experimentum crucis en la elección de una hipótesis o una teoría sobre su rival.